# Hypermemory
Hypermemory to technologia wykorzystywana w  kartach graficznych PCI Express 16x. Technologia stworzona jest przez firmę ATI Technologies, dzięki której jako pamięć karty graficznej wykorzystywana jest pamięć RAM zainstalowana w komputerze. Jest to możliwe dzięki dużej szybkości przesyłania danych złącza PCI Express 16x. Technologią opartą na tej samej zasadzie co Hypermemory jest technologia TurboCache stosowana przez Nvidia.